# Échigey
Échigey est une commune française située dans le département de la Côte-d'Or, en région Bourgogne-Franche-Comté.

## Géographie

### Climat
Pour des articles plus généraux, voir Climat de la Bourgogne-Franche-Comté et Climat de la Côte-d'Or.
En 2010, le climat de la commune est de type climat océanique dégradé des plaines du Centre et du Nord, selon une étude du Centre national de la recherche scientifique s'appuyant sur une série de données couvrant la période 1971-2000. En 2020, Météo-France publie une typologie des climats de la France métropolitaine dans laquelle la commune est dans une zone de transition entre le climat océanique altéré et le climat océanique altéré et est dans la région climatique  Bourgogne, vallée de la Saône, caractérisée par un bon ensoleillement (1 900 h/an), un été chaud (18,5 °C), un air sec au printemps et en été et des vents faibles. 
Pour la période 1971-2000, la température annuelle moyenne est de 10,8 °C, avec une amplitude thermique annuelle de 17,8 °C. Le cumul annuel moyen de précipitations est de 813 mm, avec 11,1 jours de précipitations en janvier et 7,7 jours en juillet. Pour la période 1991-2020, la température moyenne annuelle observée sur la station météorologique de Météo-France la plus proche, « Dijon-Longvic », sur la commune d'Ouges à 13 km à vol d'oiseau, est de 11,4 °C et le cumul annuel moyen de précipitations est de 743,4 mm,. Pour l'avenir, les paramètres climatiques de la commune estimés pour 2050 selon différents scénarios d'émission de gaz à effet de serre sont consultables sur un site dédié publié par Météo-France en novembre 2022.

## Urbanisme

### Typologie
Au 1er janvier 2024, Échigey est catégorisée commune rurale à habitat dispersé, selon la nouvelle grille communale de densité à 7 niveaux définie par l'Insee en 2022.
Elle est située hors unité urbaine. Par ailleurs la commune fait partie de l'aire d'attraction de Dijon, dont elle est une commune de la couronne,. Cette aire, qui regroupe 333 communes, est catégorisée dans les aires de 200 000 à moins de 700 000 habitants,.

### Occupation des sols
L'occupation des sols de la commune, telle qu'elle ressort de la base de données européenne d’occupation biophysique des sols Corine Land Cover (CLC), est marquée par l'importance des territoires agricoles (65 % en 2018), en augmentation par rapport à 1990 (62,2 %). La répartition détaillée en 2018 est la suivante : terres arables (65 %), forêts (26,8 %), zones urbanisées (5,2 %), eaux continentales (3 %). L'évolution de l’occupation des sols de la commune et de ses infrastructures peut être observée sur les différentes représentations cartographiques du territoire : la carte de Cassini (XVIIIe siècle), la carte d'état-major (1820-1866) et les cartes ou photos aériennes de l'IGN pour la période actuelle (1950 à aujourd'hui).

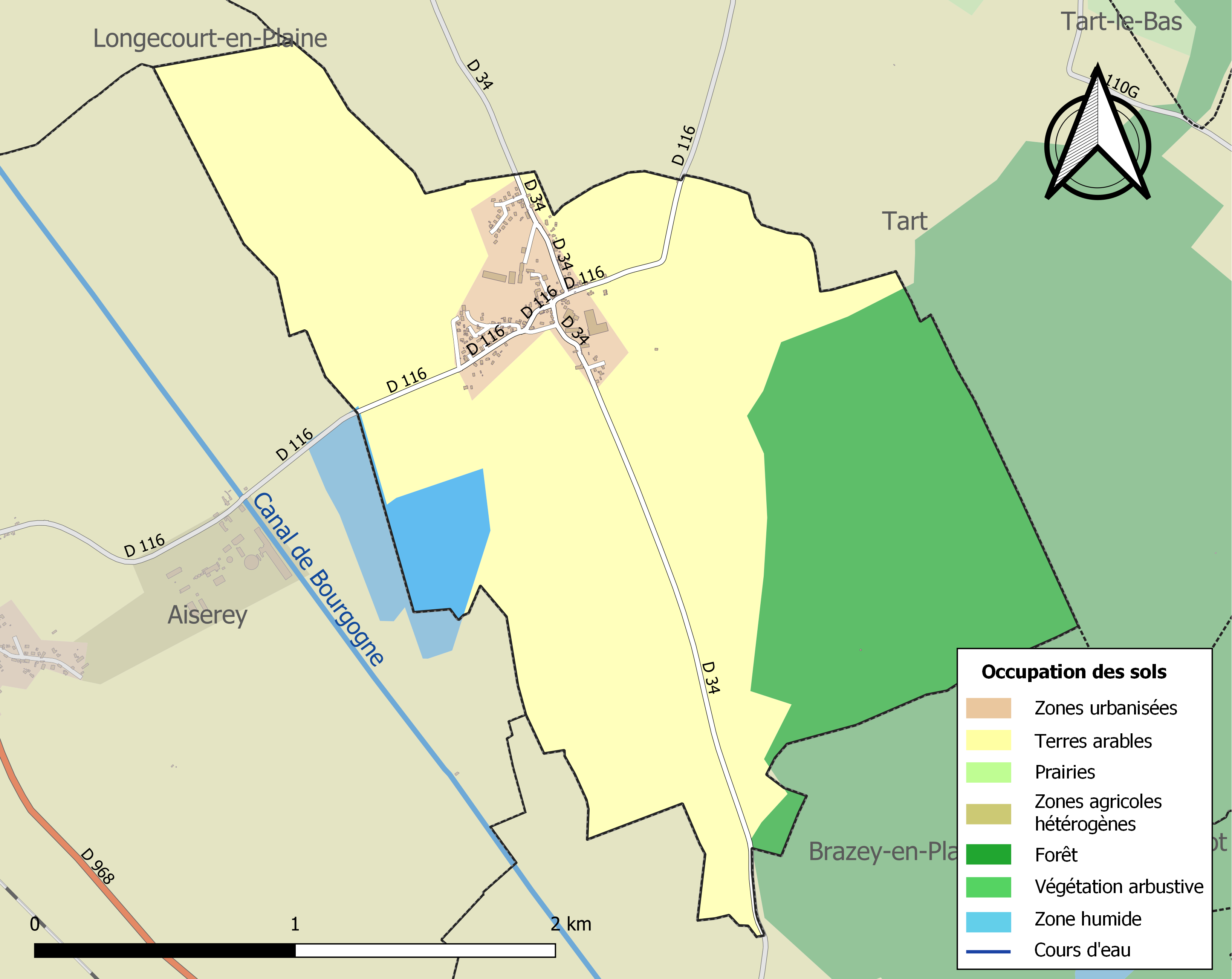
Carte des infrastructures et de l'occupation des sols de la commune en 2018 (CLC).

## Histoire
Échigey est traversée par une voie romaine, à proximité de laquelle on a retrouvé des vestiges gallo-romains.

## Politique et administration
| Période                                  | Période  | Identité         | Étiquette | Qualité                                     |
| ---------------------------------------- | -------- | ---------------- | --------- | ------------------------------------------- |
| 1945                                     | 1947     | Madeleine Ainoc  |           | L'une des premières femmes maires de France |
| Les données manquantes sont à compléter. |          |                  |           |                                             |
| 1983                                     | 2020     | Daniel Sauvain   |           |                                             |
| 2020                                     | En cours | Jean-Luc Auclair |           |                                             |

Lors des élections municipales de 1945, alors que les femmes ont obtenu le droit de vote et d'éligibilité un an plus tôt, des hommes de la commune proposent par plaisanterie de présenter une liste uniquement composée de femmes. À l'époque, la guerre venant de se terminer, beaucoup d'hommes sont encore prisonniers ou malades. La liste est finalement élue, menée par Madeleine Ainoc qui devient maire, l'une des premières de France, et Échigey attire l'attention des médias pour être la seule ville du pays uniquement dirigée par des femmes (neuf conseillères municipales). Durant leur mandat de deux ans, elles redressent les finances de la commune et instaurent une séance de cinéma tous les dimanches. Lors des élections municipales de 1947, des hommes constituent une liste uniquement masculine, qui l'emporte sur celle des femmes. Sur le site de l'Institut national de l'audiovisuel, on peut voir un petit reportage de l'époque dans lequel des habitants, des conseillères municipales et la maire, Madeleine Ainoc, se prêtent à une parodie de « guerre des sexes » à l'occasion de ce scrutin. Revenant sur son mandat en 1983, Madeleine Ainoc confie : « Nous avons bien géré les affaires de la commune, tout le monde a été unanime à le reconnaître. Et si les hommes se fichaient de nous, nous encore plus d'eux ! »,,.

## Démographie
L'évolution du nombre d'habitants est connue à travers les recensements de la population effectués dans la commune depuis 1793. Pour les communes de moins de 10 000 habitants, une enquête de recensement portant sur toute la population est réalisée tous les cinq ans, les populations de référence des années intermédiaires étant quant à elles estimées par interpolation ou extrapolation. Pour la commune, le premier recensement exhaustif entrant dans le cadre du nouveau dispositif a été réalisé en 2008.

En 2022, la commune comptait 307 habitants, en évolution de +7,34 % par rapport à 2016 (Côte-d'Or : +0,82 %, France hors Mayotte : +2,11 %).
| 1793 | 1800 | 1806 | 1821 | 1831 | 1836 | 1841 | 1846 | 1851 |
| ---- | ---- | ---- | ---- | ---- | ---- | ---- | ---- | ---- |
| 184  | 215  | 175  | 166  | 170  | 175  | 185  | 184  | 218  |

| 1856 | 1861 | 1866 | 1872 | 1876 | 1881 | 1886 | 1891 | 1896 |
| ---- | ---- | ---- | ---- | ---- | ---- | ---- | ---- | ---- |
| 244  | 239  | 240  | 238  | 235  | 213  | 219  | 209  | 203  |

| 1901 | 1906 | 1911 | 1921 | 1926 | 1931 | 1936 | 1946 | 1954 |
| ---- | ---- | ---- | ---- | ---- | ---- | ---- | ---- | ---- |
| 177  | 180  | 184  | 159  | 148  | 142  | 144  | 129  | 124  |

| 1962 | 1968 | 1975 | 1982 | 1990 | 1999 | 2006 | 2008 | 2013 |
| ---- | ---- | ---- | ---- | ---- | ---- | ---- | ---- | ---- |
| 129  | 110  | 148  | 196  | 184  | 214  | 272  | 287  | 281  |

| 2018 | 2022 | - | - | - | - | - | - | - |
| ---- | ---- | - | - | - | - | - | - | - |
| 291  | 307  | - | - | - | - | - | - | - |

## Culture locale et patrimoine

### Lieux et monuments

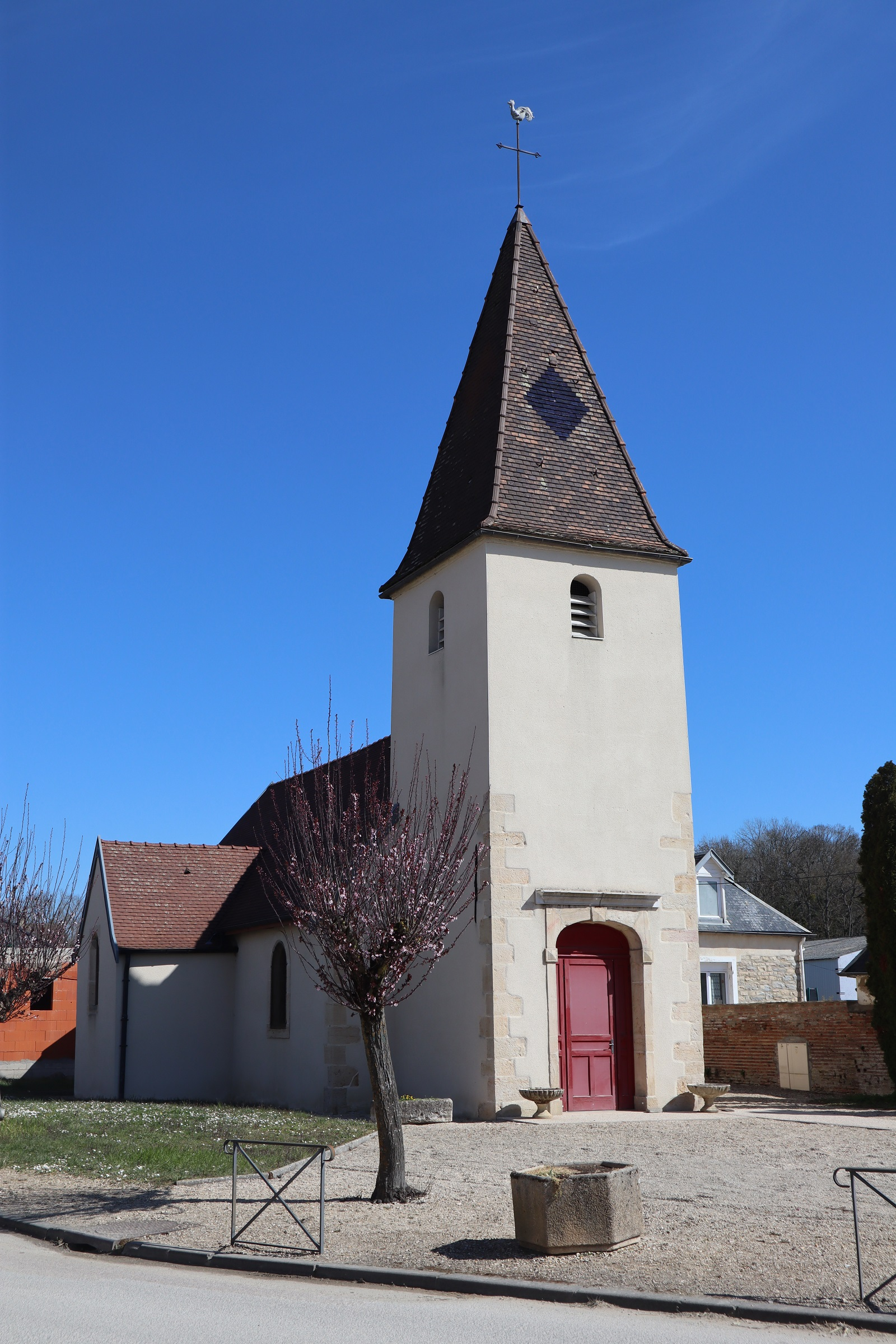
Église de la Nativité à Échigey.

- Église paroissiale de la Nativité.

### Héraldique
| Blason de Échigey | Blason  | D'argent à la fasce de gueules surmontée d'une étoile d'or* et accompagnée d'un chardon de sinople, fleuri de pourpre (ou de gueules) et mouvant de la pointe. |
| Blason de Échigey | Détails | * Il y a là non-respect de la règle de contrariété des couleurs : ces armes sont fautives (or sur argent). Le statut officiel du blason reste à déterminer.    |